# 2019年马来西亚联邦宪法拟议修正案
2019年馬來西亞聯邦憲法擬議修正案（英語：Proposed 2019 amendment to the Federal Constitution of Malaysia）是2019年4月4日由時任馬來西亞首相署（法律事務）部長劉偉强提呈至馬來西亞國會下議院的修憲動議法案。該法案提議修改《馬來西亞聯邦憲法》第一條第二款，以便依據由馬來亞聯合邦、北婆羅洲、砂拉越和新加坡于1963年簽署的《1963年馬來西亞協定》的原始內容，恢復沙巴和砂拉越在聯邦内的地位。
2019年4月9日，馬來西亞國會下議院對該法案進行二讀辯論期間，在議會廳内進行了長達六個小時的辯論。依據《馬來西亞聯邦憲法》第一百五十九條，任何修憲動議需在國會下議院和上議院獲得三分二議員支持。下議院在二讀表決時，222名下議院議員中僅有138名議員支持該法案；59票棄權。支持票比148票的三分二多數票少了10票，修憲最終宣告不獲通過。

## 歷史背景

### 1976年修憲
1976年，馬來西亞國會通過政府所提呈的《1976年聯邦憲法修正案》，對聯邦憲法第一條第二款進行了修訂，成為影響聯邦憲法第四十五條和兩份附表的一攬子計劃中的一部分。該修憲案消除了馬來西亞半島十一州與沙巴和砂拉越之間的區別。當年在表決修憲案時，來自沙巴和砂拉越的國會議員都對修憲案投下了贊成票，僅反對黨投下了反對票。

### 抵觸1963年馬來西亞協定
依據《1963年馬來西亞協定》中，馬來亞聯合邦、北婆羅洲、砂拉越和新加坡合并共組新的聯邦制國家—馬來西亞，其中該協定、十八點協議和二十點協議明定有關沙巴和砂拉越（東馬）享有有別於馬來西亞半島十一州（西馬）的自主權之相關條文。但是，沙巴和砂拉越的自主權已在許多方面受到侵蝕，例如石油收入所佔的份額比以前商定的來得少。此外，屬於沙巴和砂拉越的領海也在馬來西亞聯邦政府的重劃下日漸減少。東馬與西馬之間的爭執也包括了宗教自由、天然資源分配以及人口變化等。婆羅洲文物基金會（BHF），砂拉越變革運動（MoCS）和砂拉越人民志向協會（SAPA）在內的一些團體引用了這些問題，提倡要脫離馬來西亞並獨立建國。
1963年9月16日，馬來亞聯合邦、沙巴和砂拉越合并共組馬來西亞聯邦，這個特別的日子也被稱為馬來西亞日（Malaysia Day）。但在2010年以前，馬來西亞日僅在沙巴和砂拉越被列爲公共假日，馬來西亞半島十一州並沒有把馬來西亞日列爲公共假日。後來聯邦政府在2008年馬來西亞大選競選期間承諾宣布如果勝選，將把馬來西亞成立日定為國定公共假日。2010年起，馬來西亞日被定爲國定公共假日，8月31日的國慶日也更名為獨立日。
希望聯盟在2018年馬來西亞大選勝選入主布城后承諾將會通過修憲恢復沙巴和砂拉越的主權，同時也計劃擴大各州石油收入份額。
| 自主權         | 英國、 馬來亞聯合邦、 北婆羅洲、 砂拉越、 新加坡 · 《1963年馬來西亞協定》内容 | 馬來西亞 （ 沙巴、 砂拉越） 現況 |
| -------------- | --- | --- |
| 發展           | 英國承諾在1963年9月16日後的五年中，每年將提供北婆羅洲和砂拉越總計1050萬英鎊的援助，馬來亞將在馬來西亞成立後的五年内向北婆羅洲提供2億美元，為砂拉越提供3億美元，而新加坡將向北婆羅洲和砂拉越提供1.5億美元的發展貸款，其中1億美元將在五年內免息。 | 沙巴州：每年50億令吉 砂拉越州：每年43億令吉 |
| 教育           | 北婆羅洲和砂拉越可擁有自己的教育系統 | 沙巴州和砂拉越州：馬來西亞標準化教育體系 |
| 移民和邊界管理 | 北婆羅洲和砂拉越有權控制移民入境 | 沙巴州和砂拉越州：通過許可證控制移民入境 |
| 語言           | 北婆羅洲和砂拉越的官方語言為英語 | 沙巴州：1973年沙巴州憲法將馬來語列爲沙巴州官方語言 砂拉越州：英語和馬來語為砂拉越州官方語言 |
| 法律           | 北婆羅洲和砂拉越有權同意或不同意修改法律 | 沙巴州和砂拉越州：與聯邦政府有關土著土地權利相關法律的衝突事件頻傳 |
| 天然資源       | 北婆羅洲：北婆羅洲收入當中的40% 砂拉越：馬來西亞成立後四年内高達2100萬令吉 （北婆羅洲和砂拉越都保留進口稅、消費稅和出口稅；而只要聯邦政府為北婆羅洲支出醫療保健費用，則只保留了海關和消費稅總額的30％）                                         | 沙巴州和砂拉越州：1966年，儘管兩個州已將管轄權擴展到其領土附近的大陸架，但聯邦政府對這兩個州實施了《大陸架法令》修改這兩個州的領海範圍。 《1974年石油開采法令》生效後，這兩個州僅從石油收入中獲得5％的石油特許權使用費。 |
| 宗教           | 北婆羅洲和砂拉越沒有官方宗教 | 沙巴州：1973年沙巴州憲法將伊斯蘭教為沙巴州官方宗教 砂拉越州：沒有官方宗教 |

### 聯邦政府與州政府先談判
2018年馬來西亞大選後的馬來西亞日，時任首相马哈迪·莫哈末承諾將恢復沙巴和砂拉越成為建國平等夥伴的地位。那年，馬來西亞首相署發佈了一篇有關馬來西亞成立的特別文章。
2019年3月5日，馬哈迪與沙巴和砂拉越州政府代表舉行了會議，雙方均未發現與《馬來西亞協議》有關的任何重大爭議事項。而未解決的事項（如印花稅）將轉交至技術審核進行詳細評估。儘管一些問題尚未解決，但時任首相署（法律事務）部長劉偉强於3月8日宣布，内閣已同意修改《馬來西亞聯邦憲法》第一條第二款，修正案將提交給國會審議。
2019年4月2日，劉偉强宣布聯邦政府將在4月4日提交修正案給國會下議院審議和辯論。

## 國會下議院辯論

### 一讀辯論
2019年4月4日，在時任首相署（法律事務）部長劉偉强將修正案提交一讀之前，許多沙巴州和砂拉越州（東馬）的反對派國會議員對未通過與東馬國會議員就草案內容進行充分協商而提出的修正案表示嚴重關注。劉偉强則在國會大廈發表聲明說，一旦内閣特別委員會完成對《1963年馬來西亞協定》（MA63）的審查后，該修正案將有效地將沙巴州和砂拉越州從「州」（State）改為「邦」（Territory）。
劉偉强在國會大廈發表聲明時也解釋說，内閣特別特別委員會由时任首相马哈迪·莫哈末擔任主席，並由沙巴和砂拉越首席部長、總檢察長和其他高級政府官員組成。但是，他沒有解釋為什麼在實施其他可促進沙巴和砂拉越更大自治權的修正案之前應通過這項憲法修正法案。
然而，該法案在一讀後隨即遭到反對黨的反對。來自砂拉越人民聯合黨（SUPP）的沈桂贤公開反對該法案，並在一次採訪中表示該法案並沒有將砂拉越恢復為「平等夥伴」，依舊將砂拉越視爲13個州屬之一。他還指出，在本次憲法修正法案中并沒有針對聯邦憲法第一百六十條關於「聯邦」的定義進行修正。他認爲該修正案應以《1963年馬來西亞協定》爲基礎，而不是《1957年馬來亞聯合邦協定》為基礎。其他反對派議員也隨後紛紛要求聯邦政府應暫時撤回該憲法修正法案。

### 二讀辯論

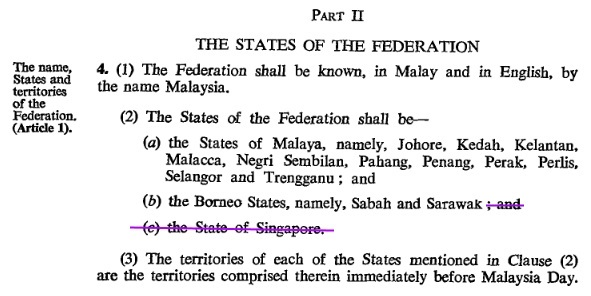
修改后的第一條第二款。

2019年4月8日，劉偉强表示該法案的憲法第一條第二款對沙巴和砂拉越的用詞修正將直接沿用1963年原始《馬來西亞聯邦憲法》中第一條第二款。雖然做出了這些更改，但砂拉越政黨聯盟（GPS）的首席黨鞭法迪拉尤索仍然堅決要求暫時撤回該法案，或將該法案轉交給專責委員會（Select Committee）進行進一步探討和修改。4月9日，在法案進行二讀辯論時，马哈迪表示本次的聯邦憲法修正案只是一個「起點」。
|                 | The amendment is a starting point and [this] is an appropriate time for the Pakatan Harapan government to take the first step in realising the needs of the people in Sabah and Sarawak in line with the Malaysia Agreement 1963. |
| ——马哈迪·莫哈末 | |

人民公正黨主席安華·依布拉欣表示這個修正法案經過了廣泛的辯論，而希望聯盟正在解決沙巴和砂拉越人民的擔憂。他還指出，相較於國陣政府半個世紀的不作為，希望聯盟政府正在採取的這兩個步驟是有意義的，因此議員們不應反對該法案。
沙巴州首席部長沙菲益阿达認爲成立專責委員會來探討和修改該法案是不必要的，他表示這只會推遲恢復沙巴和砂拉越主權的其他修正案。

## 表決結果
當地時間晚上10點20分，執政黨議員與反對黨議員對該法案產生嚴重的意見分歧。在場的197名國會下議院議員中，有138名議員對該法案投下贊成票，而其餘的59名議員則沒有投票。贊成票未達到修憲要求的148票，該法案因而不獲通過。
| 政黨                          | 支持            | 反對 | 棄票      | 未投 | 缺席      |
| ----------------------------- | --------------- | ---- | --------- | ---- | --------- |
| 希望聯盟 - 國家誠信黨         | 123 47 41 24 11 | —    | —         | —    | 4 2 0 2 0 |
| 沙巴民族復興黨                | 9               | —    | —         | —    | —         |
| 沙巴團結聯盟 - 沙巴人民團結黨 | 3 1             | —    | —         | —    | —         |
| 神山前進統一機構              | 1               | —    | —         | —    | —         |
| 國民陣綫 - 印度國大黨         | —               | —    | 23 21 1   | 8 0  | 10 0      |
| 砂拉越政黨聯盟 - 砂拉越人民黨 | —               | —    | 18 13 1 2 | —    | —         |
| 和諧陣綫 - 伊斯蘭黨           | —               | —    | 17        | —    | 1         |
| 砂拉越團結黨                  | —               | —    | 1         | —    | —         |
| 無黨籍                        | 2               | —    | —         | —    | 1         |
| 總共：                        | 138             | 0    | 59        | 8    | 16        |
| 空缺議席：1                   |                 |      |           |      |           |